# San Carlos Sija
San Carlos Sija est une ville du Guatemala située dans le département de Quetzaltenango.